# Роббинс, Герберт
Герберт Эллис Роббинс (англ. Herbert Ellis Robbins; 12 января 1915, Нью-Касл, Пенсильвания, США — 12 февраля 2001, Принстон, Нью-Джерси, США) — американский математик и статистик.
Член Национальной академии наук США (1974).
Его именем названы лемма Роббинса, алгебра Роббинса, теорема Роббинса и другие термины. В соавторстве с Рихардом Курантом написал книгу «Что такое математика?»

## Биография
Родился в Нью-Касле, Пенсильвания. Учился в Гарвардском университете, где под влиянием Марстона Морса стал интересоваться математикой. Получил докторскую степень в 1938 году в Гарварде и был преподавателем в Нью-Йоркском университете в 1939—1941 годах. После Второй мировой войны c 1946 по 1952 год преподавал в Университете Северной Каролины в Чапел-Хилл, затем один год работал в Институте перспективных исследований. С 1953 по 1985 год профессор математической статистики и теории вероятностей Колумбийского университета. С 1985 по 1997 год профессор Рутгерского университета.
В 1955 году Роббинс представил эмпирические байесовские методы на 3-м Берклеевском симпозиуме. Роббинс также является одним из основоположников метода стохастической аппроксимации (метод Роббинсона-Монро) и автором работ в области критериев мощности и оптимальной остановки.
Он умер в 2001 году в Принстоне, Нью-Джерси. Похоронен в Принстоне

## Основные публикации
- A theorem on graphs with an application to a problem on traffic control, American Mathematical Monthly, 46:281-283, 1939.
- What is Mathematics?: An elementary approach to ideas and methods, with Richard Courant, London: Oxford University Press, 1941.
- The central limit theorem for dependent random variables, with Wassily Hoeffding, Duke Mathematical Journal 15 (1948), pp. 773–780.
- A stochastic approximation method, with Sutton Monro, Annals of Mathematical Statistics 22, #3 (September 1951), pp. 400–407.
- An empirical Bayes approach to statistics, in Proceedings of the Third Berkeley Symposium on Mathematical Statistics and Probability, Jerzy Neyman, ed., vol. 1, Berkeley, California: University of California Press, 1956, pp. 157–163.
- Курант Р., Роббинс Г. Что такое математика? : элементарный очерк идей и методов / пер. с англ. под ред. А. Н. Колмогорова. — 7-е изд., стереотип. — Москва : Изд-во МЦНМО, 2015. — 568 с. : ил.; 21 см; ISBN 978-5-4439-0628-7
- Роббинс, Герберт. Теория оптимальных правил остановки [Текст] / Перевод с англ. А. А. Новикова ; Под ред. А. Н. Ширяева. — Москва : Наука, 1977. — 167 с.